# Кавове дерево
Ка́вове де́рево, кава (Coffea) — рід вічнозелених рослин з ряду тирличецвіті. Рід налічує 128 видів, які поширені в тропічній і південній Африці, тропічній Азії й на південь до Квінсленду; кава інтродукована в Центральну й Південну Америку, Китай.
Плоди дерева використовують для приготування напою кави.
Але далеко не всі з них здатні давати ті самі зерна, з яких готують відомий напій. У цьому сенсі інтерес становлять лише два види: аравійське і конголезьке кавові дерева, з плодів яких, відповідно, виходять сорти арабіка і робуста. Зерна арабіки більші, та і саме дерево вище. Також відомими, але менш розповсюдженими, є такі види кави, як ліберика, шар'єріана, кава бенгальська. 

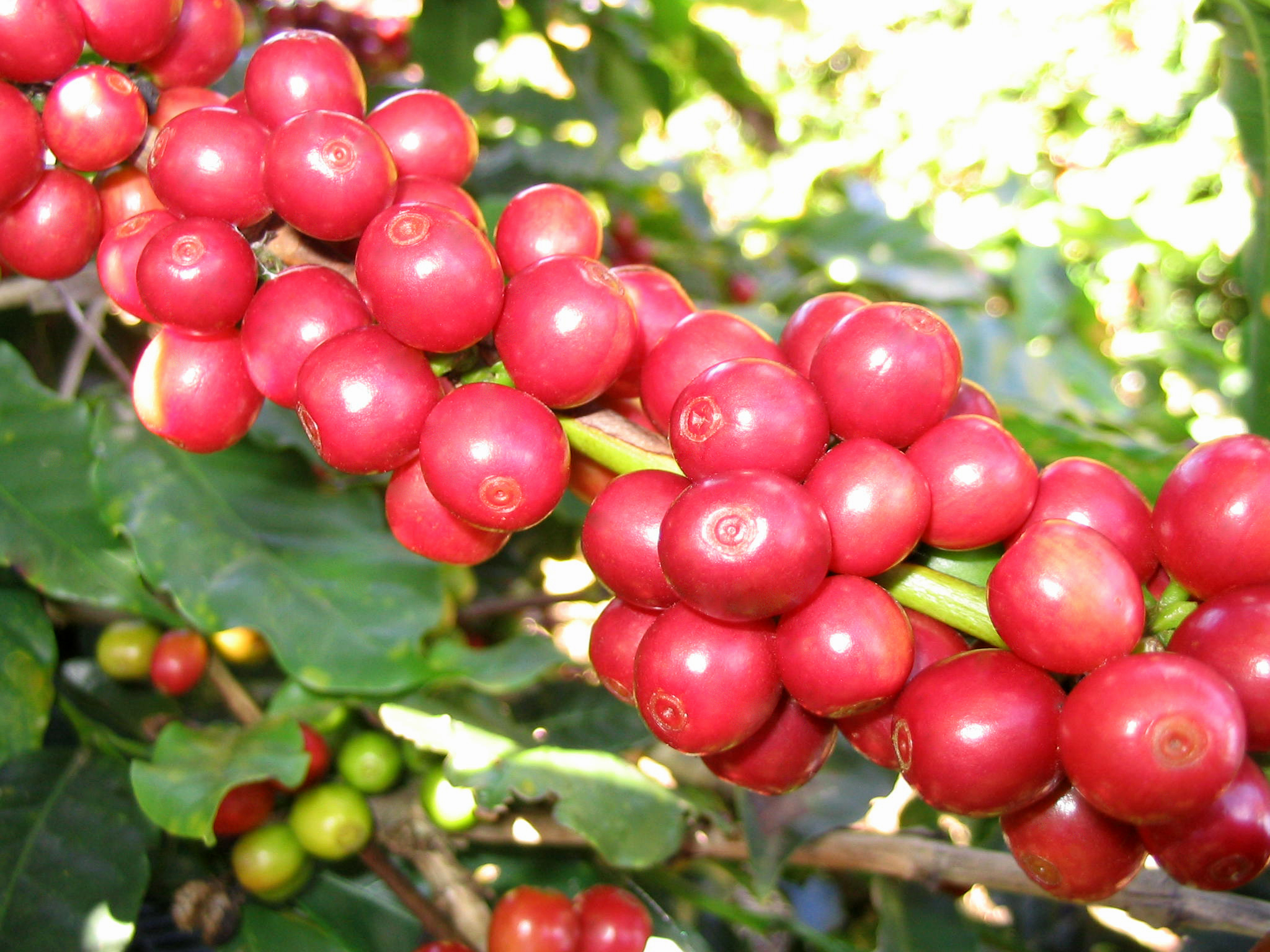
Плоди кавового дерева

Зрілий плід кави є червоною ягодою, на вигляд чимось скидається на вишню. А під м'якушем розташовані насінини (їх помилково називають «зерна», або «боби»), колір яких до обробки або жовтувато-сірий, або синьо-зелений. Зазвичай кавовий плід містить дві насінини.